# Ishioka

Ishioka (石岡市 Ishioka-shi?) este un municipiu din Japonia, prefectura Ibaraki.